# Los Llares
Los Llares es una localidad del municipio de Arenas de Iguña (Cantabria, España). Está ubicada a 5,1 kilómetros de la capital municipal, Arenas de Iguña, y tiene una altitud de 245 metros sobre el nivel del mar. En el año 2024 la localidad contaba con una población de 41 habitantes (INE).